# Peștera Gălășeni
Peștera Gălășeni (sau Peșteroaia) este un punct de interes din Munții Pădurea Craiului.

## Localizare
Intrarea se află în satul omonim, comuna Măgești, Bihor.

## Descriere
Începutul peșterii reprezintă și locul de intrare a pîrîului Deblei în subteran sub forma unei cascade.
În continuare se desfășoară o galerie străbătută de pîrîu ce primește un afluent de dreapta, iar după aprox. 100 m formează un sifon, urmînd a ieși la lumină prin izvoarele din groapa Moțului, sat Josani. Din apropierea intrării pornește sectorul fosil care în partea finală întîlnește al doilea pîrîu. Acesta a format două galerii fosile, ce se înfundă sau se îngustează treptat și o galerie activă care se termină prin sifonare atît în amonte cît și în aval.
Lungimea însumată a galeriilor peșterii este de aproximativ 2,5 km.